# Сиднийски фуниеобразен паяк
Atrax robustus е вид силноотровен паяк от семейство Hexathelidae, обитаващ ограничен район в Австралия, измежду 3-те представителя на род Atrax (наред с Atrax sutherlandi и Atrax yorkmainorum). Наричан е също Сиднийски фуниеобразен паяк, защото плете мрежите си във формата на фуния.
Отровата (атраксотоксин) на този паяк може да причини много сериозни вреди на човешкото здраве, като ухапванията му могат да доведат и до летален изход. Тя е особено опасна за приматите. Мъжките са 5 пъти по отровни от женските паяци.

## Описание
Дължината варира между 1 и 5 cm. Окраската е от синьо-черна до черна или кафява. Мъжкият, който има по-кратък живот от женската, е по-малък на размер, но е с по-дълги крайници. Средната дължина на крайниците е от 6 до 7 cm.

## Разпространение
Обитава единствено територии в щата Нов Южен Уелс. Среща се южно от р. Хънтър, източно от Блу Маунтийнс и в околностите на Сидни.

## Отрова
При определени обстоятелства, но не винаги, ухапването на Atrax robustus е смъртоносно за човек. Противоотрова е открита в началото на 1980-те години и се използва от 1981 г., като оттогава няма съобщения за смъртни случаи. От 1927 до 1981 г. от ухапванията на този вид паяк са умрели 13 души.